# Lingua akan
La lingua akan è una lingua kwa parlata in Ghana. Al 2022, è parlata da 9,3 milioni di parlanti totali.

## Distribuzione geografica
È la lingua del gruppo etnico Akan e la lingua più diffusa del Ghana.

## Dialetti
Tre dialetti sono stati sviluppati come standard principali caratterizzati da una propria distinta ortografia: il dialetto Asante, quello Akuapem (insieme chiamati Twi) ed il dialetto Fante mutuamente intelligibili tra loro nonostante fra loro fossero incomprensibili nella forma scritta. Solo nel 1978 l'Akan Orthography Committee stabilì una forma ortografica comune.

## Classificazione
Nella classificazione ISO 639 è classificato come macrolinguaggio, a cui appartengono:
- lingua fanti (codice ISO 639-3 fat)
- lingua twi (codice ISO 639-3 twi)